# بلسکنس‌خراف
بلسکنس‌خراف (به هلندی: Bleskensgraaf) یک منطقهٔ مسکونی در هلند است که در مولن‌وارد واقع شده‌است. بلسکنس‌خراف ۱۲٫۷ کیلومتر مربع مساحت و ۲٬۷۸۸ نفر جمعیت دارد.

## نگارخانه

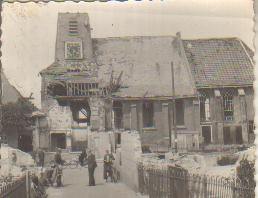
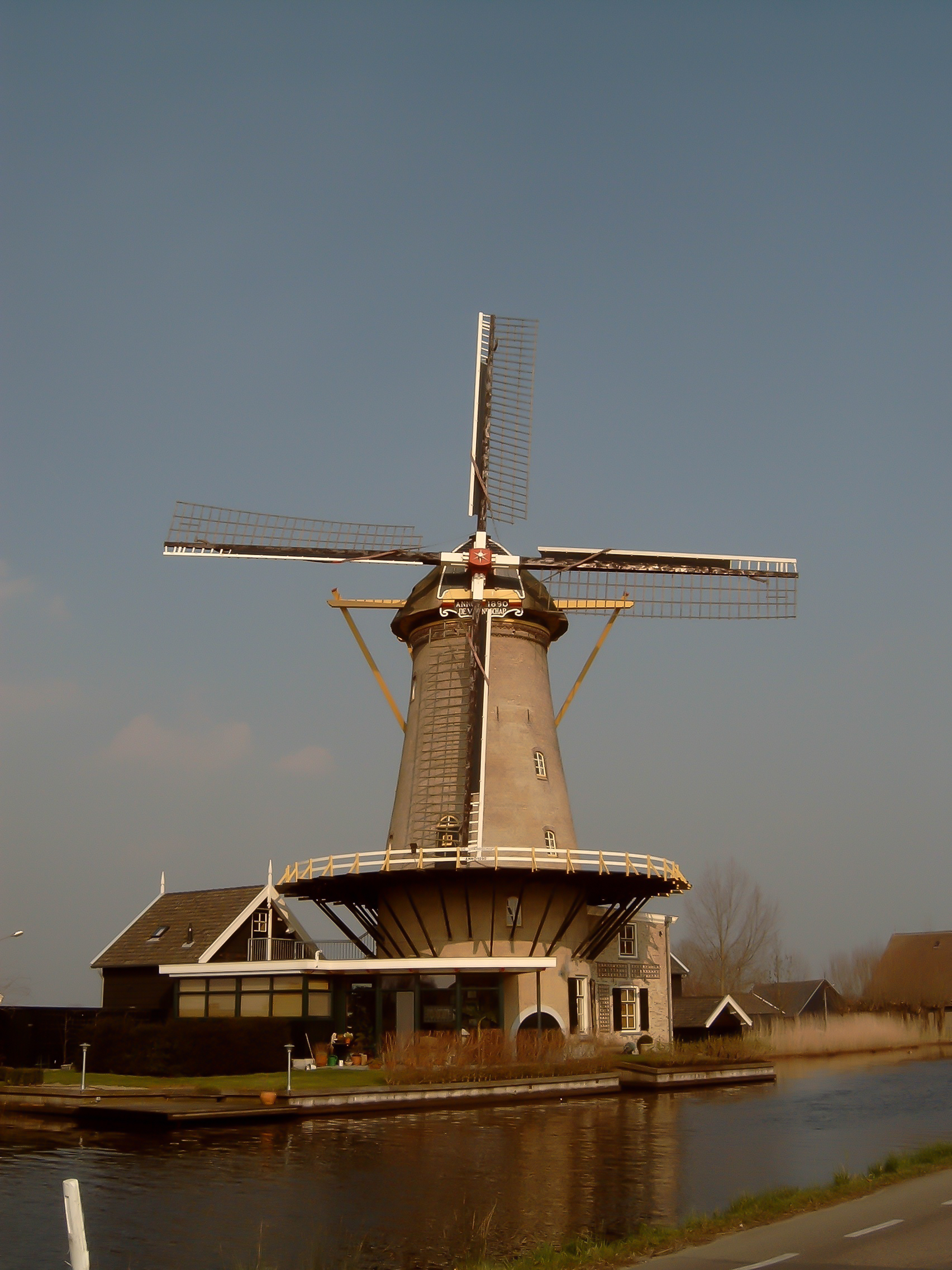
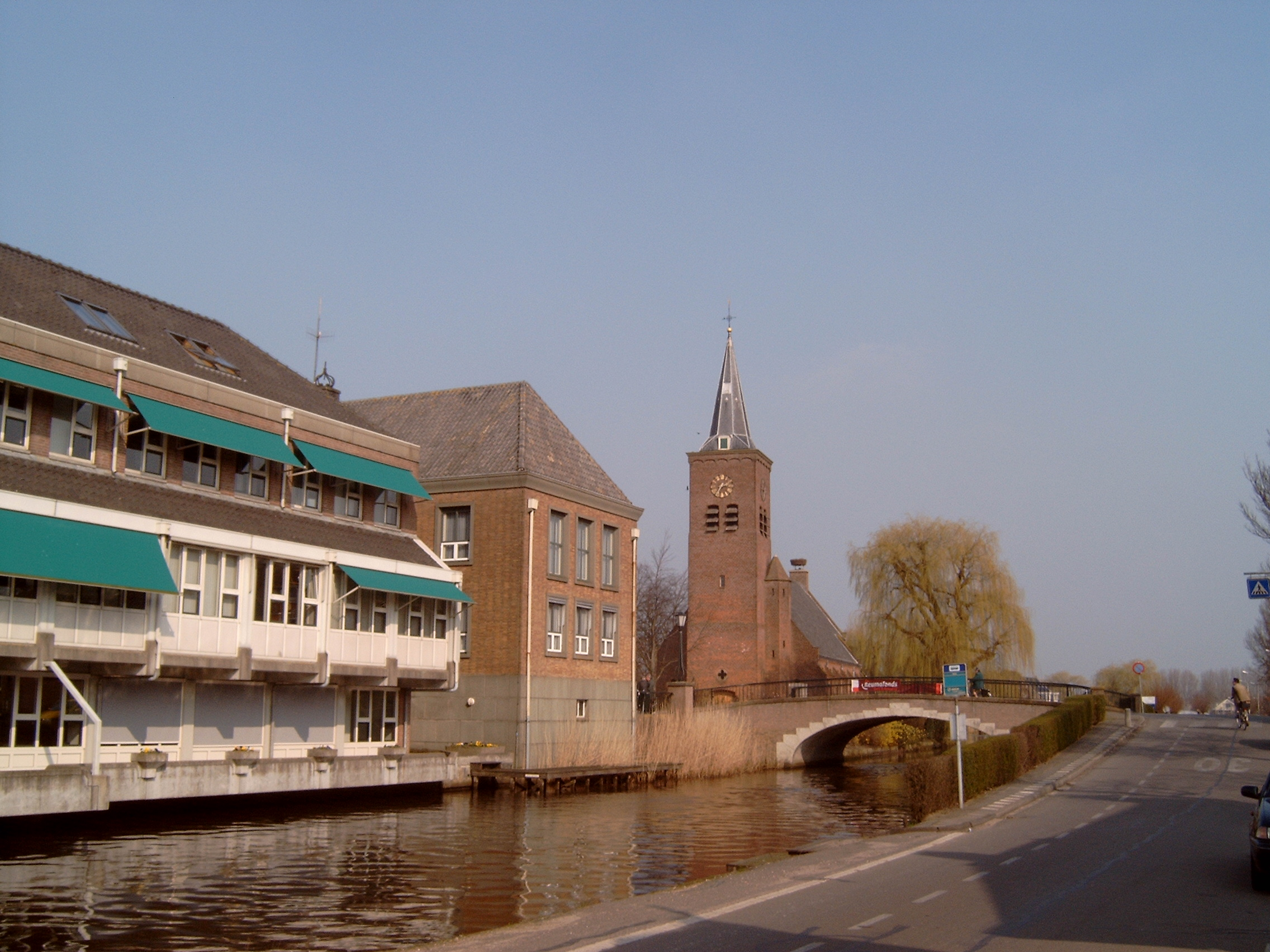
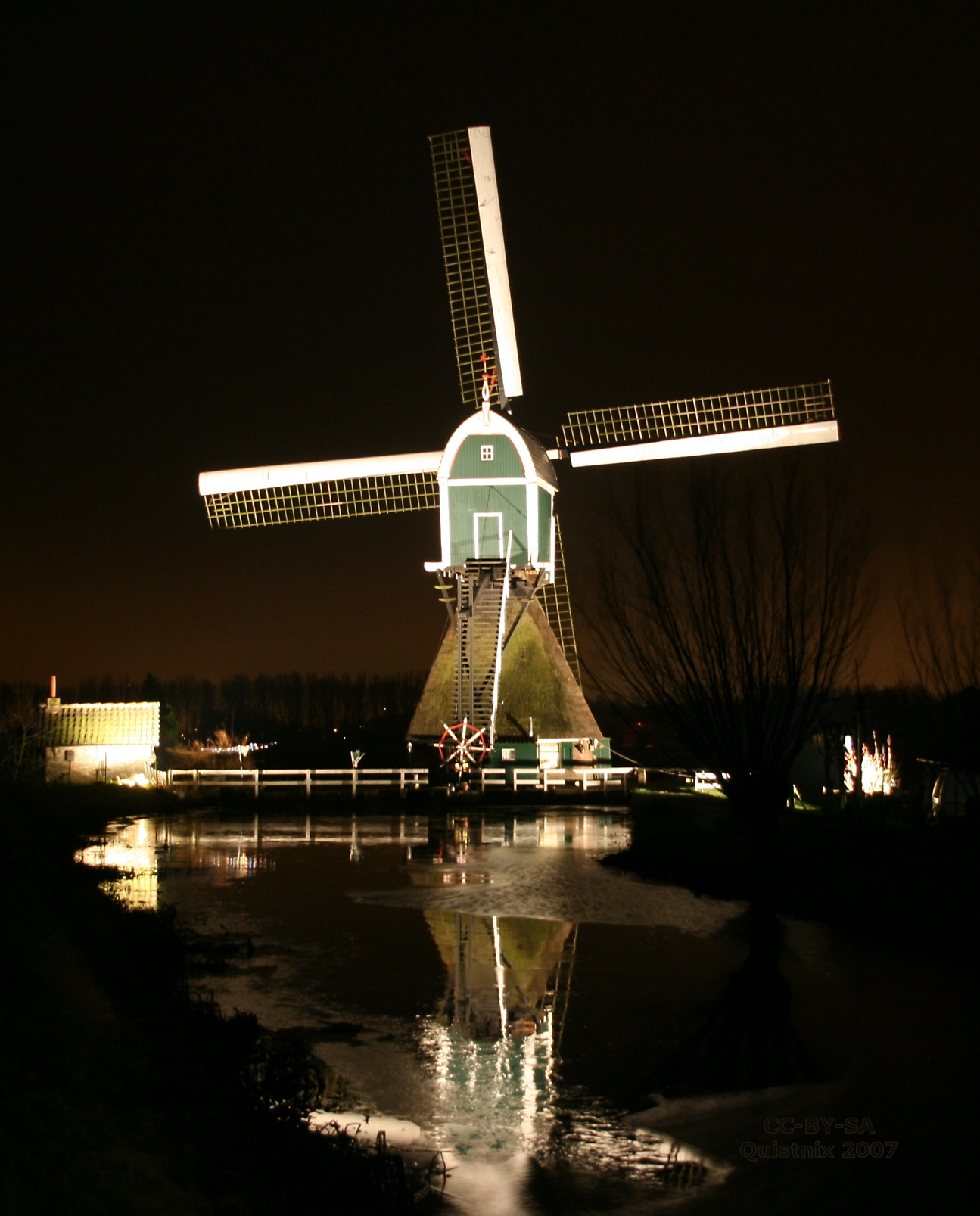